# San Vicente partido
San Vicente egy partido Argentína középpontjától keletre, Buenos Aires tartományban. Székhelye San Vicente.

## Népesség
A partido népessége a közelmúltban a következőképpen változott:
| Év   | Lakosság |
| ---- | -------- |
| 2001 | 44 152   |
| 2010 | 59 478   |